# اچ‌ام‌اس سوان (۱۷۶۷)
اچ‌ام‌اس سوان (۱۷۶۷) (به انگلیسی: HMS Swan (1767)) یک کشتی بود که طول آن ۹۶ فوت ۵ اینچ (۲۹٫۴ متر) بود. این کشتی در سال ۱۷۶۷ ساخته شد.